# Сарнадаш-де-Родан
Сарнадаш-де-Родан (порт. Sarnadas de Ródão; МФА: [saɾ.ˈna.dɐʒ dɨ ˈʁɔ.dɐ̃w]) — парафія в Португалії, у муніципалітеті Віла-Веля-де-Родан. Розташована в східній частині країни, на теренах історичної португальської провінції Бейра. Входить до складу округу Каштелу-Бранку. За адміністративним поділом, чинним до 1976 року, терени парафії були складовою провінції Нижня Бейра. Належить до Порталегрівсько-Каштелу-Бранківської діоцезії Католицької церкви. Патрон — святий Севастіан. Площа — 59,6754 км². Населення — 637 ос. (2011). Слабо урбанізований регіон. Густота населення — 10,67 осіб/км²
. Код — 051103.

## Населення
| Кількість мешканців | Кількість мешканців | Кількість мешканців | Кількість мешканців | Кількість мешканців | Кількість мешканців | Кількість мешканців | Кількість мешканців | Кількість мешканців | Кількість мешканців | Кількість мешканців | Кількість мешканців | Кількість мешканців | Кількість мешканців | Кількість мешканців |
| ------------------- | ------------------- | ------------------- | ------------------- | ------------------- | ------------------- | ------------------- | ------------------- | ------------------- | ------------------- | ------------------- | ------------------- | ------------------- | ------------------- | ------------------- |
| 1864                | 1878                | 1890                | 1900                | 1911                | 1920                | 1930                | 1940                | 1950                | 1960                | 1970                | 1981                | 1991                | 2001                | 2011                |
| 1 110               | 1 132               | 1 252               | 1 344               | 1 532               | 1 599               | 1 504               | 1 663               | 1 577               | 1 370               | 977                 | 891                 | 810                 | 693                 | 637                 |